# Papier d’Arménie

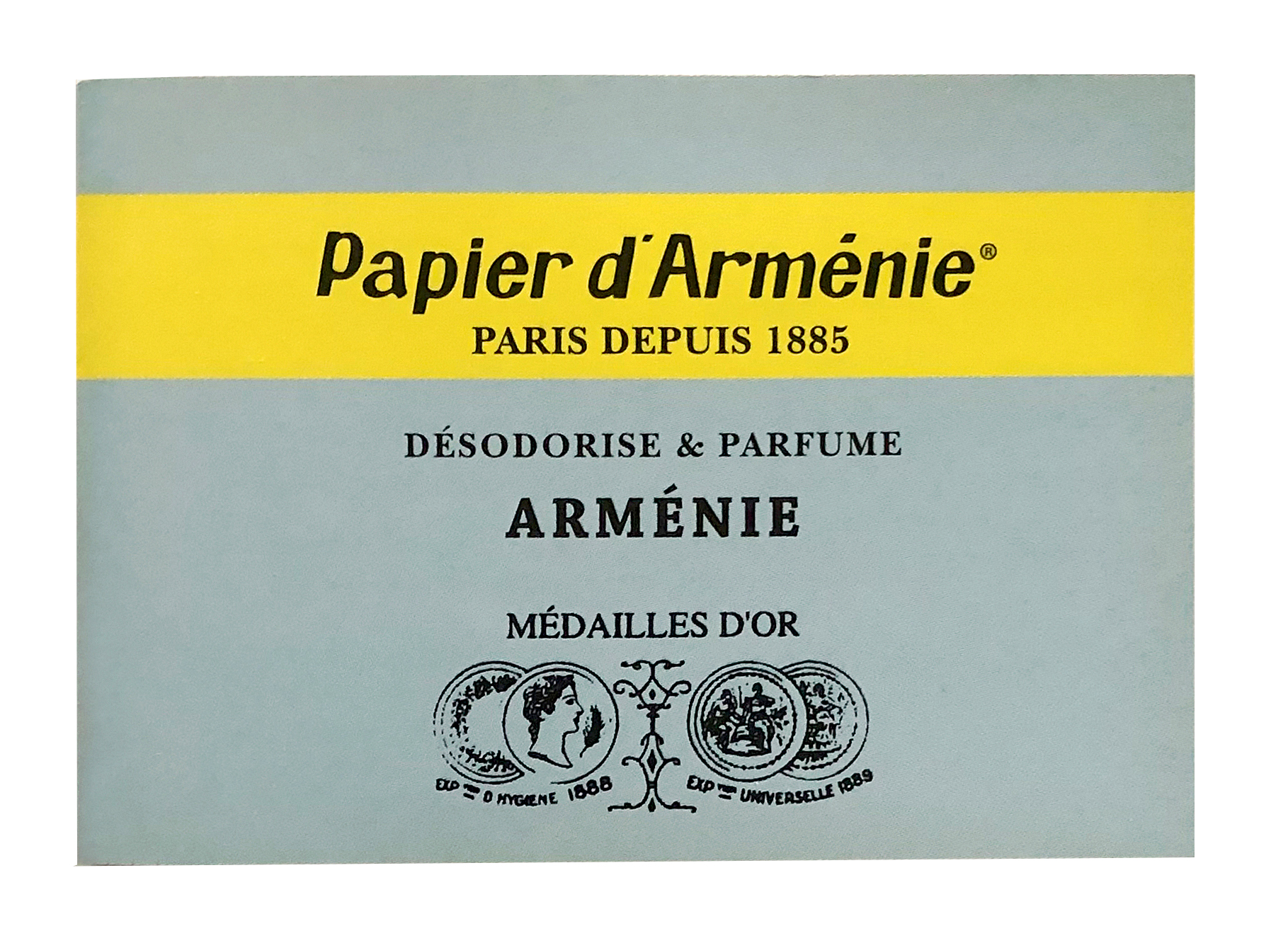
Papier d’Arménie (Heftchen)

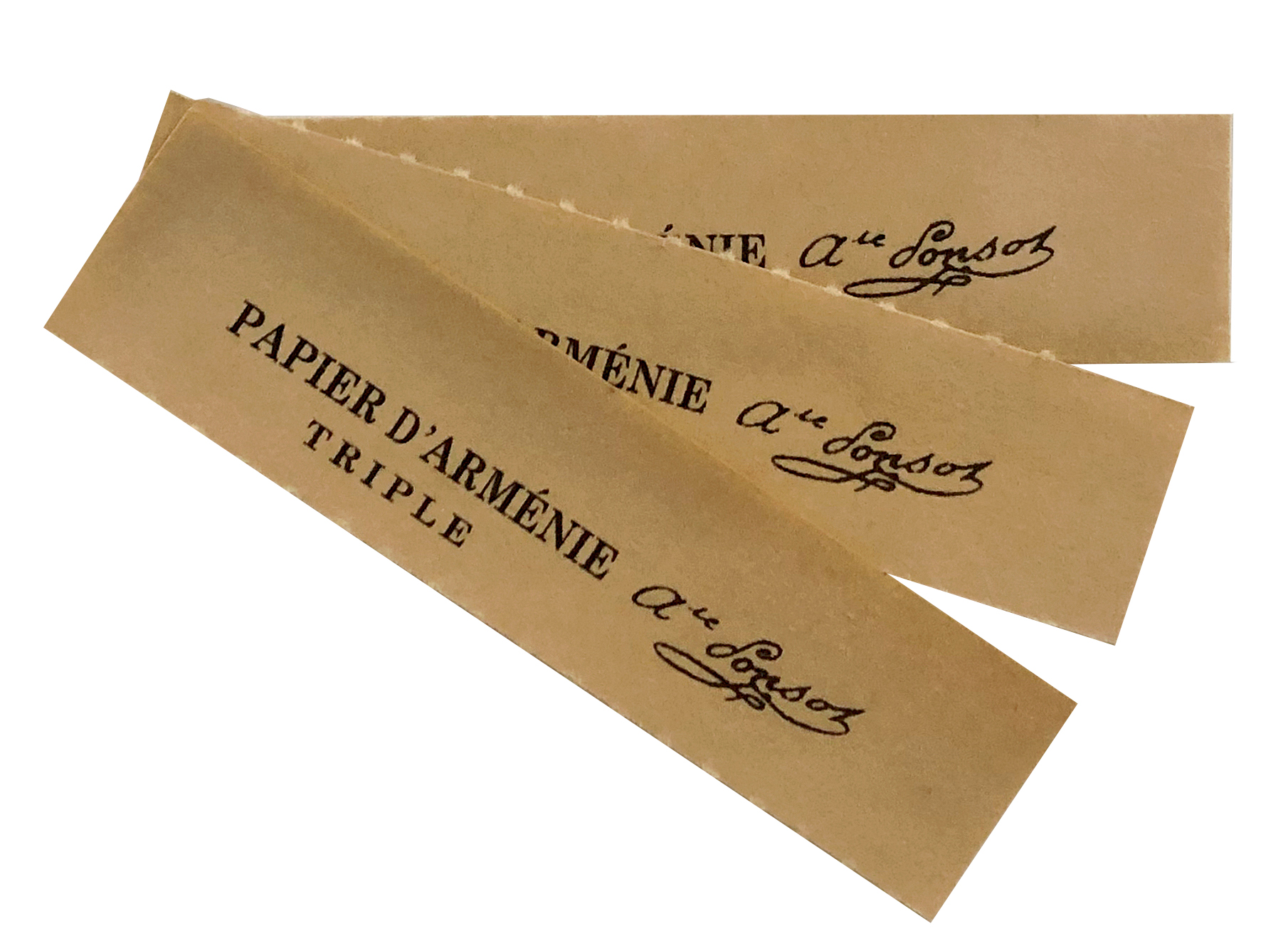
Einzelne Streifen Papier d’Arménie

Papier d’Arménie (Armenisches Papier) ist ein mit Benzoe, dem Harz von Storaxbäumen, getränktes Papier, dessen Rauch nach Weihrauch riecht. Dem  Rauch wird antiseptische und geruchsneutralisierende Wirkung nachgesagt. Begründet wird dies mit einem 25%igen Anteil von Benzoesäure im Harz – Benzoe wird auch zur Herstellung von Weihrauch verwendet. Zum Gebrauch lässt man ein Stück des Papiers verglimmen.

## Geschichte
Der französische Orient-Reisende Auguste Ponsot lernte im Osmanischen Reich die Praxis der Armenier kennen, ihre Häuser mit dem Rauch von flammendem Benzoe-Harz zu parfümieren. Der Pharmazeut Henri Rivier entwickelte dazu eine Methode zur einfacheren Anwendung, indem er Benzoe in 90%igem Alkohol löste, es mit anderen Essenzen mischte und damit Papier tränkte, das anschließend wieder getrocknet wurde.
Papier d’Arménie war auf der Pariser Hygienemesse 1888 erfolgreich und ein Jahr später auch auf der Weltausstellung; dort demonstrierte man dessen Wirkung, indem man zwei Fleischstückchen eine Woche lang unter Glasglocken lagerte. Unter einer war auch Papier d’Arménie abgebrannt worden, und dieses Stück war auch nach einer Woche noch genießbar, das andere dagegen nicht mehr. 
2006 feierte Frankreich L’Année de l’Arménie zum 15. Jahrestag der Unabhängigkeit der Republik Armenien. In Frankreich leben eine halbe Million armenienstämmige Personen, darunter auch der Parfümeur Francis Kurkdjian, der eine neue Duftkomposition für die Jubiläumsausgabe von Papier d’Arménie kreierte.

## Herstellung
Papier d’Arménie wird seit 1885 in derselben Fabrik in Montrouge südlich von Paris hergestellt. Riviers Nachfahrin, Mireille Schvartz, produziert in vierter Generation mit zehn Mitarbeitern zwei Millionen Hefte pro Jahr. Auch wenn der Herstellungsprozess zum Teil automatisiert ist, hat sich an der Produktion nichts Grundlegendes geändert. Im Keller mazerieren in Tanks drei Monate lang Benzoe, Vanille und andere Zutaten, die dem Firmengeheimnis unterliegen. Um den Duft besser aufzunehmen, wird das saugfähige Papier in Salzlake getaucht, getrocknet und gepresst, bevor es ins Duftbad kommt. Danach wird es im Ofen getrocknet, wieder gepresst und zwei Monate gelagert, bis es geschnitten, perforiert und zu einem Büchlein geheftet wird.